# Golden Globe Awards 1975
Die 32. Verleihung der Golden Globe Awards fand am 25. Januar 1975 statt.

## Preisträger und Nominierungen

### Bester Film – Drama
Chinatown – Regie: Roman Polański
- Der Dialog (The Conversation) – Regie: Francis Ford Coppola
- Der Pate – Teil II (The Godfather Part II) – Regie: Francis Ford Coppola
- Eine Frau unter Einfluß (A Woman Under the Influence) – Regie: John Cassavetes
- Erdbeben (Earthquake) – Regie: Mark Robson

### Bester Film – Musical/Komödie
Die härteste Meile (The Longest Yard) – Regie: Robert Aldrich
- Der kleine Prinz (The Little Prince) – Regie: Stanley Donen
- Die drei Musketiere (The Three Musketeers) – Regie: Richard Lester
- Extrablatt (The Front Page) – Regie: Billy Wilder
- Harry und Tonto (Harry and Tonto) – Regie: Paul Mazursky

### Beste Regie
Roman Polański – Chinatown
- John Cassavetes – Eine Frau unter Einfluß (A Woman Under the Influence)
- Francis Ford Coppola – Der Dialog (The Conversation)
- Francis Ford Coppola – Der Pate – Teil II (The Godfather Part II)
- Bob Fosse – Lenny

### Bester Hauptdarsteller – Drama
Jack Nicholson – Chinatown
- James Caan – Spieler ohne Skrupel (The Gambler)
- Gene Hackman – Der Dialog (The Conversation)
- Dustin Hoffman – Lenny
- Al Pacino – Der Pate – Teil II (The Godfather Part II)

### Beste Hauptdarstellerin – Drama
Gena Rowlands – Eine Frau unter Einfluß (A Woman Under the Influence)
- Ellen Burstyn – Alice lebt hier nicht mehr (Alice Doesn’t Live Here Anymore)
- Faye Dunaway – Chinatown
- Valerie Perrine – Lenny
- Liv Ullmann – Szenen einer Ehe (Scener ur ett äktenskap)

### Bester Hauptdarsteller – Musical/Komödie
Art Carney – Harry und Tonto (Harry and Tonto)
- James Earl Jones – Claudine
- Jack Lemmon – Extrablatt (The Front Page)
- Walter Matthau – Extrablatt (The Front Page)
- Burt Reynolds – Die härteste Meile (The Longest Yard)

### Beste Hauptdarstellerin – Musical/Komödie
Raquel Welch – Die drei Musketiere (The Three Musketeers)
- Lucille Ball – Mame
- Diahann Carroll – Claudine
- Helen Hayes – Herbie groß in Fahrt (Herbie Rides Again)
- Cloris Leachman – Frankenstein Junior (Young Frankenstein)

### Bester Nebendarsteller
Fred Astaire – Flammendes Inferno (The Towering Inferno)
- Eddie Albert – Die härteste Meile (The Longest Yard)
- Bruce Dern – Der große Gatsby (The Great Gatsby)
- John Huston – Chinatown
- Sam Waterston – Der große Gatsby (The Great Gatsby)

### Beste Nebendarstellerin
Karen Black – Der große Gatsby (The Great Gatsby)
- Bea Arthur – Mame
- Jennifer Jones – Flammendes Inferno (The Towering Inferno)
- Madeline Kahn – Frankenstein Junior (Young Frankenstein)
- Diane Ladd – Alice lebt hier nicht mehr (Alice Doesn’t Live Here Anymore)

### Bester Nachwuchsdarsteller
Joseph Bottoms – Die Weltumseglung (The Dove)
- James Hampton – Die härteste Meile (The Longest Yard)
- Lee Strasberg – Der Pate – Teil II (The Godfather Part II)
- Steven Warner – Der kleine Prinz (The Little Prince)
- Sam Waterston – Der große Gatsby (The Great Gatsby)

### Beste Nachwuchsdarstellerin
Susan Flannery – Flammendes Inferno (The Towering Inferno)
- Julie Gholsen – Wo die Lilien blühen (Where the Lilies Bloom)
- Valerie Harper – Der Superschnüffler (Freebie and the Bean)
- Helen Reddy – Giganten am Himmel (Airport 1975)
- Ann Turkel – König Ballermann (99 and 44/100% Dead)

### Bestes Drehbuch
Robert Towne – Chinatown
- John Cassavetes – Eine Frau unter Einfluß (A Woman Under the Influence)
- Francis Ford Coppola – Der Dialog (The Conversation)
- Francis Ford Coppola, Mario Puzo – Der Pate – Teil II (The Godfather Part II)
- Stirling Silliphant – Flammendes Inferno (The Towering Inferno)

### Beste Filmmusik
Alan Jay Lerner, Frederick Loewe – Der kleine Prinz (The Little Prince)
- Jerry Goldsmith – Chinatown
- Nino Rota – Der Pate – Teil II (The Godfather Part II)
- John Williams – Erdbeben (Earthquake)
- Paul Williams – Das Phantom im Paradies (Phantom of the Paradies)

### Bester Filmsong
„Benji's Theme (I Feel Love)“ aus Benji – Auf heißer Fährte (Benji) – Betty E. Box, Euel Box
- „I Never Met a Rose“ aus Der kleine Prinz (The Little Prince) – Alan Jay Lerner, Frederick Loewe
- „On and On“ aus Claudine – Curtis Mayfield
- „Sail the Summer Winds“ aus Die Weltumseglung (The Dove) – John Barry, Don Black
- „We May Never Look Like This Again“ aus Flammendes Inferno (The Towering Inferno) – Joel Hirschhorn, Al Kasha

### Bester fremdsprachiger Film
Szenen einer Ehe (Scener ur ett äktenskap), Schweden – Regie: Ingmar Bergman
- Amarcord, Italien – Regie: Federico Fellini
- Die Abenteuer des Rabbi Jacob (Les Aventures de Rabbi Jacob), Frankreich – Regie: Gérard Oury
- Duddy will hoch hinaus (The Apprenticeship of Duddy Kravitz), Kanada – Regie: Ted Kotcheff
- Lacombe, Lucien, Frankreich – Regie: Louis Malle

## Nominierungen und Gewinner im Bereich Fernsehen

### Beste Fernsehserie – Drama
Das Haus am Eaton Place (Upstairs, Downstairs)
- Columbo
- Die Straßen von San Francisco (The Streets of San Francisco)
- Die Waltons (The Waltons)
- Kojak – Einsatz in Manhattan (Kojak)
- Police Story

### Bester Darsteller in einer Fernsehserie – Drama
Telly Savalas – Kojak – Einsatz in Manhattan (Kojak)
- Mike Connors – Mannix
- Michael Douglas – Die Straßen von San Francisco (The Streets of San Francisco)
- Peter Falk – Columbo
- Richard Thomas – Die Waltons (The Waltons)

### Beste Darstellerin in einer Fernsehserie – Drama
Angie Dickinson – Make-up und Pistolen (Police Woman)
- Teresa Graves – Get Christie Love!
- Michael Learned – Die Waltons (The Waltons)
- Jean Marsh – Das Haus am Eaton Place (Upstairs, Downstairs)
- Lee Meriwether – Barnaby Jones

### Beste Fernsehserie – Komödie/Musical
Rhoda
- All in the Family
- Mary Tyler Moore (The Mary Tyler Moore Show)
- Maude
- The Carol Burnett Show

### Bester Darsteller in einer Fernsehserie – Komödie/Musical
Alan Alda – M*A*S*H
- Ed Asner – Mary Tyler Moore (The Mary Tyler Moore Show)
- Redd Foxx – Sanford and Son
- Bob Newhart – The Bob Newhart Show
- Carroll O’Connor – All in the Family

### Beste Darstellerin in einer Fernsehserie – Komödie/Musical
Valerie Harper – Rhoda
- Carol Burnett – The Carol Burnett Show
- Mary Tyler Moore – Mary Tyler Moore (The Mary Tyler Moore Show)
- Esther Rolle – Good Times
- Jean Stapleton – All in the Family

### Bester Nebendarsteller in einer Serie, einer Miniserie oder einem Fernsehfilm
Harvey Korman – The Carol Burnett Show
- Will Geer – Die Waltons (The Waltons)
- Gavin MacLeod – Mary Tyler Moore (The Mary Tyler Moore Show)
- Whitman Mayo – Sanford and Son
- Jimmie Walker – Good Times

### Beste Nebendarstellerin in einer Serie, einer Miniserie oder einem Fernsehfilm
Betty Garrett – All in the Family
- Ellen Corby – Die Waltons (The Waltons)
- Julie Kavner – Rhoda
- Vicki Lawrence – The Carol Burnett Show
- Nancy Walker – McMillan & Wife